# Мамаев, Загиди Мамаевич
Загиди Маммаевич Маммаев (Мамаев) (5 марта 1935 год, село Унчукатль, Лакский район, Дагестанская АССР, РСФСР, СССР — 22 марта 2014 год, Москва, Россия) — доктор технических наук, профессор, действительный член Российской инженерной академии. Лауреат премии Совета Министров СССР (1984).

## Биография
Загиди Маммаевич Маммаев родился в 1935 году в селе Унчукатль Лакского района Дагестанской АССР.

### Учёба
Учился в Унчукатлинской школе. Среднюю школу окончил в Кумухе. Выпускник Московского гидромелиоративного института (1958 г.). Сразу после института поступил в аспирантуру там же, при институте.

### Трудовая деятельность
С 1960 года и до конца жизни работал в секторе культур технических работ отдела механизации в ВНИИГиМ им Костякова. За время работы в институте защитил сначала кандидатскую, а затем в 1998 г. и докторскую диссертацию. Автор многих рационализаторских предложений и изобретений. Получил 28 авторских свидетельств и патентов, большинство из которых внедрены в сельскохозяйственное производство. Автор 10 книг.

## Награды и звания
- Лауреат премии Совета Министров СССР (1984 г.)
- Заслуженный мелиоратор РСФСР (1986 г.)
- Заслуженный деятель науки РД
- Дипломант «Международного конгресса по ирригации и дренажу»
- Отличник Минводхоза СССР
- 22 медали ВДНХ СССР и ВВЦ РФ
- Доктор технических наук (1998 г.)